# 馬克冰川
72°16′S 97°2′W / 72.267°S 97.033°W
馬克冰川（英語：Marck Glacier），是南極洲的冰川，位於埃爾斯沃思地的瑟斯頓島北部，最終注入卡德瓦拉德灣西南端，現時由南極條約體系管理。